# David Hummel (Fußballspieler)
David Hummel (* 1. Januar 2002 in Münsingen) ist ein deutscher Fußballspieler. Er steht bei Hansa Rostock unter Vertrag.

## Sportliche Laufbahn

### Vereine
Hummel begann beim SSV Reutlingen 05 und anschließend in der Jugendabteilung des VfB Stuttgart mit dem Fußballspielen und durchlief bis 2021 alle Juniorenmannschaften des Vereins. Nachdem er sowohl in der B-Junioren-Bundesliga als auch in der A-Junioren-Bundesliga für den VfB Stuttgart gespielt hatte, kam er am 5. September 2020 erstmals für die zweite Mannschaft der Schwaben in der Regionalliga Südwest zum Einsatz. Bei der 0:2-Heimniederlage gegen den KSV Hessen Kassel wurde er in der 75. Minute für Joel Richter eingewechselt. Nach der Saison 2020/21 wechselte er zur SG Sonnenhof Großaspach, die 2022 abstieg. 
Sodann schloss sich Hummel zur Folgesaison dem FC 08 Homburg an. Mit den Saarländern spielte er stets im oberen Tabellendrittel der Regionalliga Südwest und er gehörte in der Saison 2024/25 zu den torgefährlichsten Stürmern der Liga. Nachdem er mit den Homburgern 2024 im Finale um den Saarlandpokal dem 1. FC Saarbrücken mit 1:2 unterlag, gelang 2025 gegen den FC Palatia Limbach ein 9:0-Sieg, bei dem Hummel drei Tore erzielte.
Zur 3. Liga-Saison 2025/26 nahm ihn Hansa Rostock unter Vertrag. Sein Profi-Debüt in der 3. Liga gab er am 1. Spieltag, den 3. August 2025, beim Auswärtsspiel gegen den FC Erzgebirge Aue (0:0), als er in der 65. Minute für Andreas Voglsammer eingewechselt wurde.

### Nationalmannschaft
Hummel lief für die U15- und die U17-Nationalmannschaft Deutschlands auf, jeweils unter Trainer Michael Feichtenbeiner. Für die U15-Nationalelf debütierte er am 4. Mai 2025 bei der 1:2-Niederlage gegen die Niederlande, wobei er ein Tor erzielte. 
Beim Torneio Internacional Algarve spielte er 2019 außerdem dreimal für die U17-Nationalmannschaft.

## Erfolge
- DFB-Pokalsieger der Junioren: 2019 mit VfB Stuttgart
- Deutscher A-Junioren-Vizemeister: 2019 mit VfB Stuttgart
- Saarlandpokalsieger: 2025 mit FC 08 Homburg